# 大沙田站 (廣西)
大沙田站是南宁轨道交通2号线和4号线的地铁换乘站，位于中华人民共和国广西壮族自治区南宁市良庆区银海大道与五象大道立叉口地下。
2号线站台于2017年开通，4号线站台于2020年开通。